# Yves Afonso
 (juin 2023).
Si vous disposez d'ouvrages ou d'articles de référence ou si vous connaissez des sites web de qualité traitant du thème abordé ici, merci de compléter l'article en donnant les références utiles à sa vérifiabilité et en les liant à la section « Notes et références ».
Pour les articles homonymes, voir Afonso.
Yves Afonso est un acteur français, né le 13 février 1944 à Saulieu (Côte-d'Or) et mort le 21 janvier 2018 dans le 20e arrondissement de Paris.

## Biographie
D’origine portugaise, Yves Afonso naît et grandit en Bourgogne. Élève à la scolarité chaotique, mais passionné de sport, il arrive à Paris, au début des années 1960. Il gagne sa vie comme serveur, pompiste ou magasinier. Sa rencontre avec László Szabó et Antoine Bourseiller lui permet de faire ses débuts sur la scène du Poche Montparnasse en 1964, dans la pièce de LeRoi Jones, Le Métro fantôme. Au cours de la décennie, il enchaîne les personnages dans une dizaine de pièces, dont certaines sont présentées au festival d'Avignon. 
Jean-Luc Godard, qui l’a découvert au Théâtre de Poche, lui offre ses premiers rôles au cinéma : Masculin féminin en 1965, Made in USA en 1966 et Week-end. « Cette époque était facile. Je ne demandais pas à travailler : c'était les réalisateurs qui venaient me voir », explique-t-il. En 1971, il joue son premier grand rôle dans Les Gants blancs du diable que réalise László Szabó. Il n’a pas l’allure d’un jeune premier, sa mâchoire carrée et son nez cassé à la Belmondo l’orientent plutôt vers des rôles de voyous ou de policiers.
Les compositions se succèdent au cinéma et à la télévision. Pour le grand écran, on le voit dans des comédies telles que L'Aile ou la Cuisse, Les Charlots en délire, Tenue correcte exigée, ou dans des œuvres dramatiques comme Les Violons du bal, L'Horloger de Saint-Paul et Uranus. À la télévision, il a joué entre autres le bonhomme Lucien qui aide Claude Jade et Roger Miremont contre leurs mauvais voisins dans Le Bonheur des autres (1990) de Charles L. Bitsch. 
Très apprécié par Yves Boisset qui le fait tourner dans Le Juge Fayard dit Le Shériff, La Travestie, Radio Corbeau et dans plusieurs productions télévisées, il l'est aussi par l’acteur-réalisateur Jean-François Stévenin qui lui offre des rôles de premier plan dans Double messieurs et Mischka et par Jacques Rozier qui l’emploie dans Maine Océan pour incarner le marin Marcel Petigas.
Il meurt le 21 janvier 2018 à son domicile. Le cinéaste Mathieu Kassovitz rend hommage à Yves Afonso sur l'antenne d'Europe 1, saluant la mémoire de cet acteur à la gueule inoubliable, qui avait côtoyé les plus grands mais était resté dans leur ombre.

## Filmographie

### Cinéma

#### Longs métrages
- 1965 : Masculin féminin de Jean-Luc Godard : l’homme qui se suicide
- 1966 : Made in USA de Jean-Luc Godard : David Goodis
- 1967 : Week-end de Jean-Luc Godard : Gros Poucet
- 1969 : Le Temps de vivre de Bernard Paul : René
- 1969 : Une veuve en or de Michel Audiard : un gangster
- 1970 : Dossier prostitution de Jean-Claude Roy : le placeur
- 1970 : Valparaiso, Valparaiso de Pascal Aubier : Anatole
- 1970 : Cannabis de Pierre Koralnik
- 1970 : Vladimir et Rosa de Jean-Luc Godard et Jean-Pierre Gorin : l’étudiant Yves
- 1970 : La Maffia du plaisir de Jean-Claude Roy : un naturiste
- 1971 : La Cavale de Michel Mitrani : un gendarme
- 1971 : Les Gants blancs du diable de László Szabó : Cartoni
- 1972 : L'Insolent de Jean-Claude Roy : Petit René
- 1973 : Les Volets clos de Jean-Claude Brialy
- 1973 : Défense de savoir de Nadine Trintignant
- 1973 : Les Violons du bal de Michel Drach : le cameraman
- 1973 : France société anonyme d’Alain Corneau : l’homme de main du fourgueur
- 1973 : Contre une poignée de diamants (The black windmill) de Don Siegel : Jacques
- 1973 : L'Horloger de Saint-Paul de Bertrand Tavernier : Bricard
- 1974 : Zig-Zig de László Szabó : Aldo Minelli
- 1974 : Le Mâle du siècle de Claude Berri : Louis Maboul
- 1975 : Les Conquistadores de Marco Pauly : le bagarreur
- 1975 : Le Chat et la Souris de Claude Lelouch : William Daube
- 1975 : La Course à l'échalote de Claude Zidi : le conducteur de train
- 1976 : Le Juge Fayard dit Le Shériff d'Yves Boisset : Lecca
- 1976 : L'Aile ou la Cuisse de Claude Zidi : le faux plombier
- 1978 : L'Ange gardien de Jacques Fournier : le Parisien
- 1978 : Un balcon en forêt de Michel Mitrani : le caporal Olivon
- 1978 : Le Rose et le Blanc de Robert Pansard-Besson : Henry James
- 1979 : Les Charlots en délire d'Alain Basnier : un syndicaliste
- 1982 : L'Été meurtrier de Jean Becker : Rostollan
- 1984 : Double messieurs de Jean-François Stévenin : Roger/Léo
- 1985 : L'Île au trésor (Treasure Island) de Raoul Ruiz : le capitaine français
- 1986 : Maine Océan de Jacques Rozier : Marcel Petitgas
- 1987 : Les Montagnes de la Lune (O desejado) de Paulo Rocha : Laurentino
- 1987 : La Travestie d'Yves Boisset : Alain
- 1988 : Radio Corbeau d'Yves Boisset : le commissaire Roustan
- 1989 : Dédé de Jean-Louis Benoît : Maurice
- 1990 : À la vitesse d'un cheval au galop de Fabien Onteniente : Ulysse
- 1990 : Gawin d'Arnaud Sélignac : Païs
- 1990 : Uranus de Claude Berri : le brigadier
- 1991 : Les Arcandiers de Manuel Sánchez : l’ingénieur
- 1992 : L'Œil écarlate de Dominique Roulet : Romain
- 1994 : Le Fils de Gascogne de Pascal Aubier : lui-même
- 1995 : Le Cœur fantôme de Philippe Garrel : le voisin
- 1995 : Excentric Paradis de Yann Fisher Lester : Riton
- 1996 : Tenue correcte exigée de Philippe Lioret : Jacquot
- 1998 : Du bleu jusqu'en Amérique de Sarah Lévy : Robert
- 1999 : On appelle ça... le printemps d'Hervé Le Roux : Monsieur Maurice
- 2000 : Mischka de Jean-François Stévenin : Robert
- 2001 : Fifi Martingale de Jacques Rozier : Yves Lempereur
- 2004 : Code 68 de Jean-Henri Roger : Hubert
- 2005 : Déserts d’Éric Nivot
- 2005 : Le Passeur de mots de Jean-Paul Thaens : le passeur
- 2008 : Le crime est notre affaire de Pascal Thomas : l’inspecteur Blache
- 2014 : Cruel d’Éric Cherrière : Maurice Ouari
- 2016 : Je veux être actrice de Frédéric Sojcher: lui-même
- 2017 : Sparring de Samuel Jouy : Pierrot

#### Courts métrages
- 1971 : Un parti Noel Simsolo

- 1968 : Le dernier voyage du commandant Le Bihan de László Szabó
- 1972 : La semaine des 4 mercredis de Nadine Trintignant
- 1972 : Le bas d'Agnès de Jacques Gurkinkiel
- 1976 : Le voyage du grand peuple lent de Jean-Paul Dekiss
- 1977 : Le Chien de Monsieur Michel de Jean-Jacques Beineix : Monsieur Michel
- 1983 : Lettre de la Sierra Morena de Jacques Rozier
- 1987 : Nouilles de Marilyne Canto : Roberto
- 1987 : Brigade de nuit de Philippe Costantini
- 1988 : Ben... la mouche de Jean-Paul Thaens.
- 1988 : Les images de la mère Charron de Gerry Meaudre
- 1998 : Terres vivantes d’Éric Nivot
- 2002 : Mr. Bird de Fabien Dufils
- 2004 : 33 devas de Frédéric Darie
- 2009 : Camille et Jamila de Souad Amidou : le père

### Télévision

#### Téléfilms
- 1978 : Le Rabat-joie de Jean Larriaga
- 1978 : Mamma Rosa ou la farce du destin de Raoul Sangla : Alfonso
- 1989 : Morte fontaine de Marco Pico : Kuntz
- 1989 : Incognito d'Alain Bergala : Pierrot
- 1989 : Le Vagabond de la Bastille de Michel Andrieu : Grand Gosier
- 1990 : Le Mari de l'ambassadeur de François Velle : Langlois
- 1990 : Sésame, ouvre-toi ! de Serge Le Péron : Anton Massard
- 1990 : Joséphine en tournée de Jacques Rozier : Marcel Coquet
- 1990 : Le Bonheur des autres de Charles L. Bitsch : Lucien Jalamet
- 1991 : Les Carnassiers d'Yves Boisset : Pierrot Allard
- 1992 : 2 bis, rue de la Combine d'Igaal Niddam : Roberto
- 1993 : Une femme pour moi d'Arnaud Sélignac : le commissaire
- 1993 : Coup de chien de Christian Faure : Jeannot Béguin
- 1997 : L'Amour à l'ombre de Philippe Venault : Rodriguez
- 1997 : La Fine équipe d'Yves Boisset : Napoléon
- 1997 : Week-End ! d'Arnaud Sélignac : Charles
- 1998 : Nanou ou Gaëlle de Christine François : Pierre
- 1997 : Bienvenue au Pays du Père Noël de Pascal Thomas : L'arbre magique
- 1998 : La Course à l'escargot de Jérôme Boivin : le curé
- 2000 : Charmants voisins de Claudio Tonetti : Jean-François Piguet
- 2001 : Les Voies du Paradis de Stéphane Kurc : Simon
- 2001 : Gardiens de la mer de Christiane Lehérissey : Joe
- 2002 : L'Amour interdit de Jacques Malaterre : Claude
- 2004 : Les Amants du bagne de Thierry Binisti : Firmin
- 2009 : Douce France de Stéphane Giusti : Maurice
- 2009 : Le Commissariat de Michel Andrieu
- 2009 : Blanche Maupas de Patrick Jamain : Elzéard
- 2011 : Trois filles en cavale de Didier Albert : le père de Rémi
- 2011 : Une nouvelle vie de Christophe Lamotte : Marcel
- 2014 : Rumeurs d'Étienne Dhaene : Armand Mignot

#### Séries télévisées
- 1968 : Les Cinq Dernières Minutes, épisode Tarif de nuit de Guy Séligmann : le chauffeur de nuit
- 1969 : S.O.S. Fréquence 17, épisode Les menottes de Christian-Jaque
- 1978-1981 : Cinéma 16, 2 épisodes
  - 1978 : Thomas Guérin, retraité de Patrick Jamain : le camionneur
  - 1981 : Le Pilon de James Thor : Morland
- 1980 : Médecins de nuit de Jean-Pierre Moscardo, épisode : La décapotable (série télévisée) : le commissaire
- 1981 : Les Roses de Dublin, 6 épisodes de Lazare Iglesis : Paulo
- 1983 : Les Enquêtes du commissaire Maigret, épisode : Un Noël de Maigret de Jean-Paul Sassy : le chauffeur de taxi
- 1988 : Médecins des hommes, Les Karen, le pays sans péché d'Yves Boisset : Fourcade
- 1989 : V comme vengeance, épisode Le bonheur des autres de Charles L. Bitsch : Lucien
- 1991 : Puissance 4, épisode Jeux de vilains de Charles L. Bitsch
- 1993 : L'Annexe, 26 épisodes de Didier Albert, Christophe Andrei, Pierre Boffety, Laurent Brégeat et Philippe Roussel : Gérard
- 1994 : Morlock (de), épisode Le Tunnel d'Yves Boisset : Loubiac
- 1995 : Le juge est une femme, épisode Le secret de Marion de Didier Albert : Caradec'h
- 1995-1996 : Le R.I.F., 4 épisodes : Biaggi
  - 1995 : Cécile de Roger Guillot
  - 1995 : L’Air d’une fugue de Marco Pico
  - 1996 : L’Île des loups de Michel Andrieu
  - 1996 : Piège pour enfants seuls de Teff Erhat
- 1995-1996 : François Kléber, 6 épisodes : Marcel
  - 1995 : Le Pas en avant
  - 1995 : L’Âme du rasoir
  - 1995 : Dans la gueule du loup de Patrick Jamain
  - 1996 : L’Embrouilleur
  - 1996 : La Mémoire vive
  - 1996 : Le Traquenard
- 1999 : Docteur Sylvestre, épisode  Cadences infernales de Christiane Lehérissey : Jean Tissier
- 2002 : Le Bleu de l'océan, 3 épisodes de Didier Albert : Henri Bonnat
- 2003-2004 : Frank Riva, 6 épisodes de Patrick Jamain : Roman
  - 2003 : Le Dernier des trois
  - 2003 : L’Homme de nulle-part
  - 2003 : La Croix étoilée
  - 2004 : Les Loups
  - 2004 : L’Ange rouge
  - 2004 : L’Homme traqué
- 2008 : Engrenages, 1 épisode de Gilles Bannier : Monsieur Gérard
- 2010 : Sur le fil, épisode Direct Live de Frédéric Berthe : Fontan
- 2011 : Julie Lescaut, épisode 2 saison 20, Sortie de Seine de Christophe Barbier : Gilbert
- 2013 : Détectives, épisode Contre-enquête de Lorenzo Gabriele : Georges Briand
- 2015 : Malaterra, 8 épisodes de Laurent Herbiet et Jean-Xavier de Lestrade : Toussaint Olivesi

## Théâtre
- 1965 : Le Métro fantôme de LeRoi Jones, mise en scène Antoine Bourseiller, Poche Montparnasse
- 1966 : Le Métro fantôme de LeRoi Jones, mise en scène Antoine Bourseiller, Théâtre des Mathurins
- 1966 : En pleine mer de Sławomir Mrożek, mise en scène Antoine Bourseiller, Poche Montparnasse
- 1966 : Strip-tease de Sławomir Mrożek, mise en scène Antoine Bourseiller, Poche Montparnasse
- 1966 : Leçons de français pour Américains d'Eugène Ionesco, mise en scène Antoine Bourseiller, Poche Montparnasse
- 1966 : La Jeune Fille à marier d'Eugène Ionesco, mise en scène Antoine Bourseiller, Poche Montparnasse
- 1966 : Au pied du mur d'Eugène Ionesco, mise en scène Antoine Bourseiller, Poche Montparnasse
- 1967 : Silence, l'arbre remue encore de François Billetdoux, mise en scène Antoine Bourseiller, Festival d'Avignon
- 1967 : Le Métro fantôme de LeRoi Jones, mise en scène Antoine Bourseiller, Festival d'Avignon
- 1967 : La Baye de Philippe Adrien, mise en scène Antoine Bourseiller, Festival d'Avignon
- 1968 : La Baye de Philippe Adrien, mise en scène Antoine Bourseiller, Théâtre de Chaillot
- 1987-1988 : On achève bien les chevaux d’Horace McCoy, mise en scène Micheline Kahn, Cirque d'Hiver